# Papa Alessandro VII
Alessandro VII, in latino Alexander PP. VII, nato Fabio Chigi (Siena, 13 febbraio 1599 – Roma, 22 maggio 1667), è stato il 237º papa della Chiesa cattolica dal 7 aprile 1655 alla sua morte.

## Biografia
Fabio Chigi nacque a Siena dal conte Flavio Chigi Ardenghesca e da Laura Marsigli, settimo di undici figli. I Chigi erano una nota famiglia di banchieri toscani; suo padre era discendente di Agostino Chigi e nipote di papa Paolo V. Fabio ricevette un'ottima istruzione da un precettore privato, sotto la supervisione della madre. Poi studiò all'Università di Siena, dove conseguì tre lauree (la prima in utroque iure, poi in filosofia e in teologia), conseguendo un vasto sapere che spaziava dalla letteratura alla filosofia, dalla storia locale all'architettura. Fin da giovane mostrò spiccate doti religiose e letterarie, essendo descritto come austero e zelante nella fede. Dopo la laurea, conseguita nel 1626, si trasferì a Roma, dove avviò la carriera nella Curia (dicembre 1626).

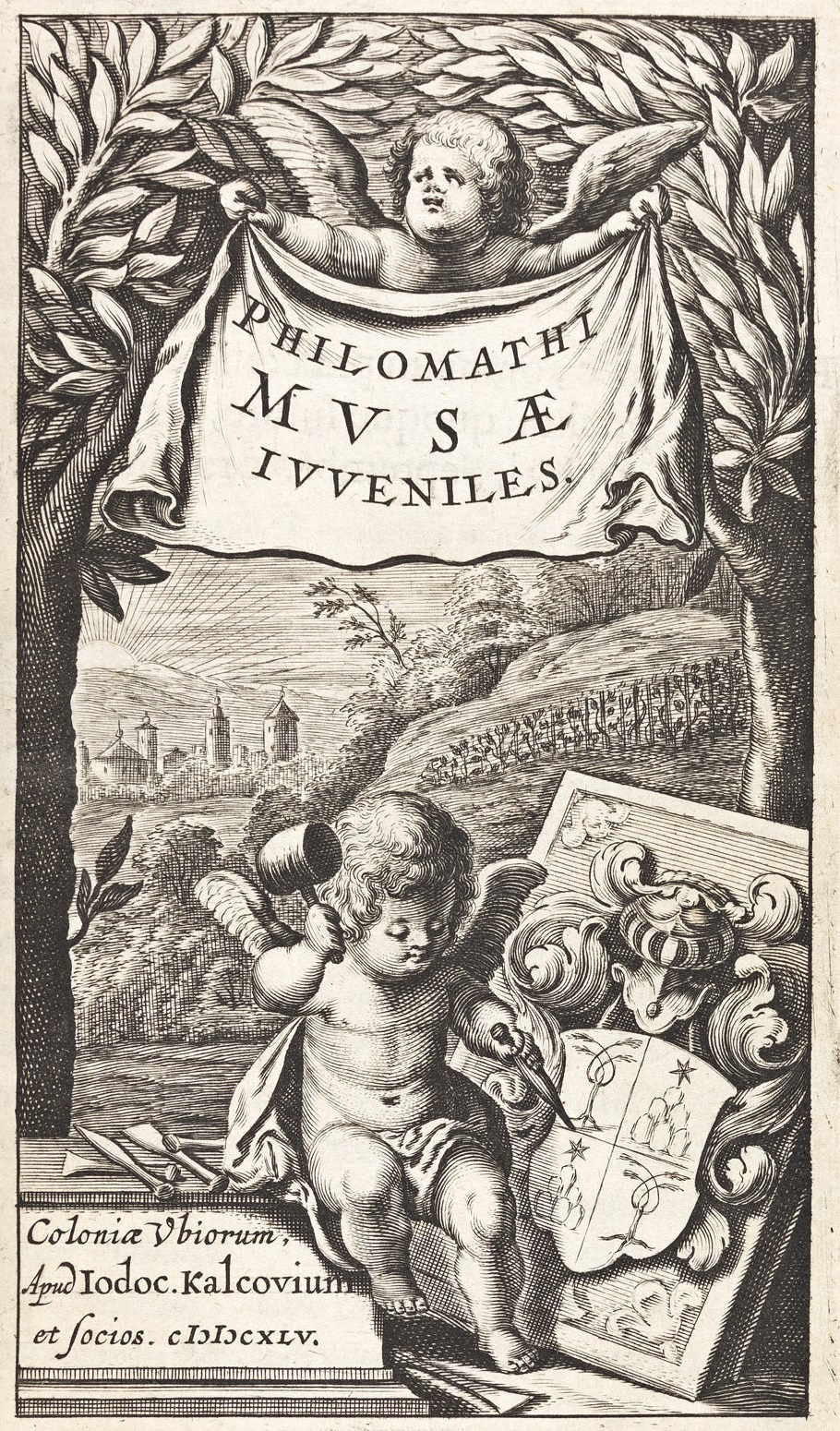
Frontespizio di Philomati Musae juveniles, cioè «Poesie giovanili di Filomate», pseudonimo del futuro papa

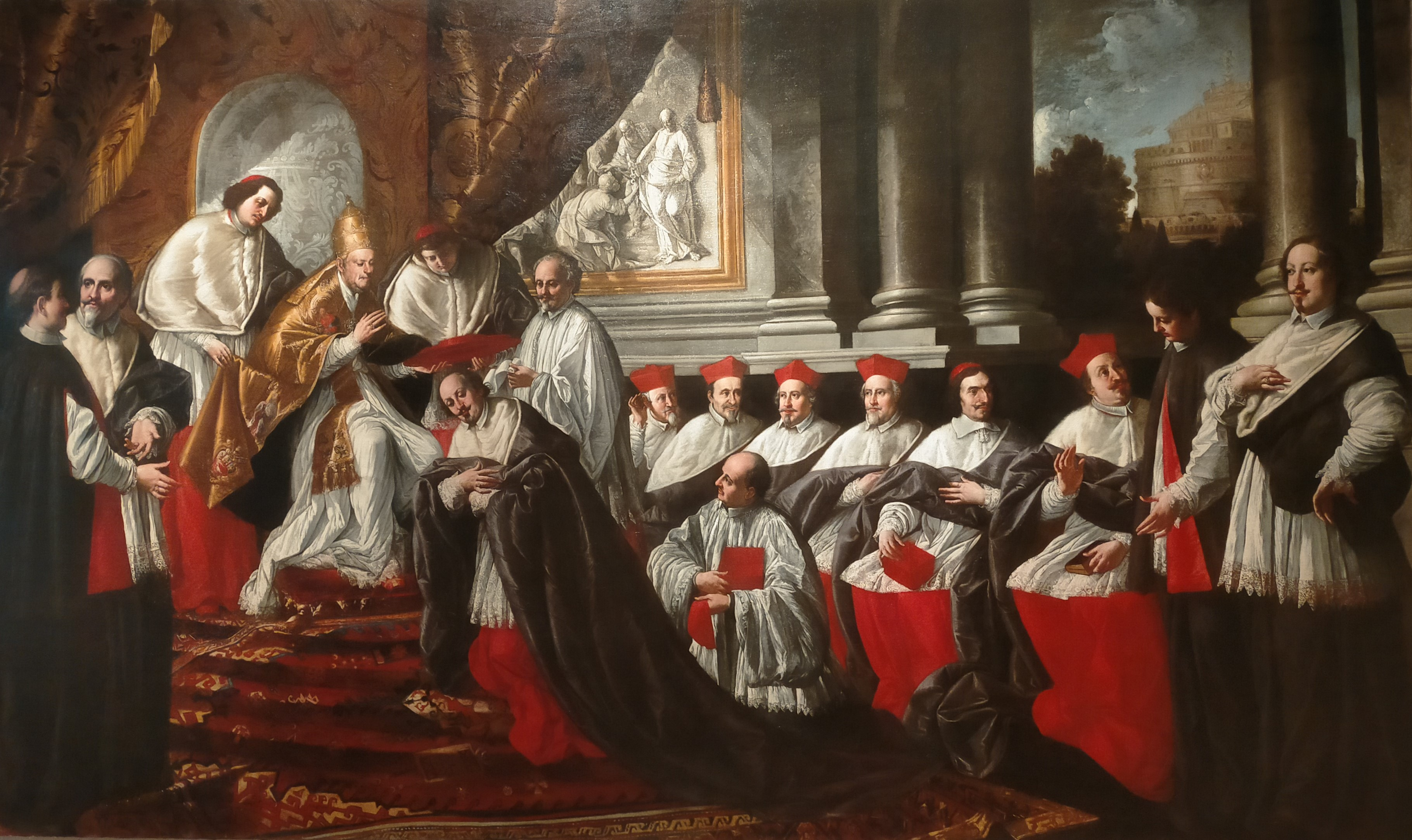
Papa Innocenzo X conferisce la berretta cardinalizia a Fabio Chigi. Opera di Pier Leone Ghezzi, olio su tela, 1724, Museo di Roma a Palazzo Braschi

A Roma Fabio Chigi ebbe modo di conoscere alcuni tra i migliori intellettuali dell'epoca, tra cui Celso Cittadini e Giovanni Battista Borghese (circa 1554/55 – 1609). Frequentò le accademie dei Lincei, dei Virtuosi e degli Umoristi e personaggi quali Agostino Mascardi e Giovanni Ciampoli.
Iniziò la carriera diplomatica nel 1629, inviato da Urbano VIII come vice legato di Giulio Cesare Sacchetti a Ferrara; seguirono le sedi di Malta (dove svolse l'incarico di inquisitore) e Colonia.
Nel dicembre 1634 fu ordinato sacerdote. Nominato vescovo di Nardò, rimase nella diocesi fino al 1639, quando fu nominato nunzio straordinario a Colonia. Il Chigi rappresentò la Santa Sede alle trattative di pace tra le potenze coinvolte nella Guerra dei Trent'anni, che portarono ai Trattati di Westfalia. Davanti ai monarchi europei espresse apertamente le proprie opinioni contrarie alle modalità del trattato e si rifiutò di firmarlo, in quanto contrario agli interessi della Chiesa.
Creato cardinale nel concistoro del 19 febbraio 1652, papa Innocenzo X lo nominò Segretario di Stato.
Fabio Chigi fu autore di una raccolta di poesie in latino, Philomathi Musae iuveniles. Furono date alle stampe a Colonia nel 1645 e poi a Parigi nel 1656 sotto il titolo di Philomathi Labores Juveniles.

### Cronologia incarichi
- 1626-1627: è referente del Tribunale della Segnatura Apostolica;
- 1627-1632: è vicelegato a Ferrara;
- 1634: è inquisitore e visitatore apostolico a Malta;
- 8 gennaio 1635 - 11 giugno 1639[3]: è vescovo di Nardò (in Salento);
- 11 giugno 1639 - ottobre 1651: è nunzio apostolico a Colonia (Germania);
- ottobre 1651 - 7 aprile 1655: è Cardinale segretario di stato;
- 19 febbraio 1652: è creato cardinale presbitero;
- 12 marzo 1652: assume il titolo cardinalizio di Santa Maria del Popolo;
- 13 maggio 1652 - 7 aprile 1655: è a capo della diocesi di Imola con il titolo personale di arcivescovo;
- 7 aprile 1655: viene eletto romano pontefice.

### Il conclave del 1655
Fabio Chigi fu eletto pontefice in Palazzo Vaticano il 7 aprile 1655 e fu consacrato il 18 aprile dal cardinale Giangiacomo Teodoro Trivulzio.
Il conclave si aprì il 18 gennaio; all'ultima votazione parteciparono 64 cardinali. Durato più di tre mesi, fu il conclave più lungo degli ultimi cento anni. I cardinali formarono quattro gruppi: uno guidato da Francesco Barberini, poi i due tradizionali gruppi: spagnolo (guidato da Carlo di Ferdinando de' Medici, cardinale decano) e francese (condotto da Rinaldo d'Este) e infine un gruppo di cardinali indipendenti (cioè non legati ad alcun monarca), guidato da Decio Azzolini.
Inizialmente prevalse il partito spagnolo, perché più numeroso ed attivo e composto da cardinali appartenenti a famiglie potenti (come quelle dei Medici, dei Colonna, dei Carafa, dei Capponi, dei Trivulzio). Spagna e Francia si scontrarono sulla nomina di Giulio Cesare Sacchetti: voluto dai francesi fu bloccato dagli spagnoli, che opposero il veto. Lo stallo tra le due potenze perdurò per molte settimane, finché il gruppo dei cardinali indipendenti si schierò per Fabio Chigi, risultando decisivo per la sua elezione.
Probabilmente il nuovo papa assunse il nome pontificale di Alessandro dietro suggerimento del cardinale Barberini (determinante per la sua elezione), che gli suggerì di ispirarsi a Papa Alessandro III (1159-1181).

## Il pontificato
- Segretario di Stato: Giulio Rospigliosi (1655-1667)
- Vice-Cancelliere: Francesco Barberini (1632-1679)
- Camera Apostolica:
  - Camerlengo: Antonio Barberini (1638-1671)
  - Tesoriere: Giacomo Franzoni (1654-1660); Neri Corsini (1660-1664); Bonaccorso Bonaccorsi (1664-1669)
- Congregazioni
  - Inquisizione: Francesco Barberini (1633-1679)
  - Indice: ...
  - Concilio: Francesco Paolucci (1657-1661); Giulio Cesare Sacchetti (1661-1663); Angelo Celsi (1664-1671)
  - Vescovi: Marzio Ginetti (1635-1671)
  - Consulta: ...
- Tribunali della Curia
  - Penitenziere Maggiore: Niccolò Albergati Ludovisi (1650-1687)
  - Prefetto della Segnatura Apostolica: ...; Flavio Chigi (1661); ...
  - Decani della Rota Romana: Aimé Du Nozet (? - 1657); Carlo Cerri (1657-1669)
- Vicario per la diocesi di Roma: Marzio Ginetti (1629-1671)

### Relazioni con le istituzioni della Chiesa

#### Decisioni generali ecclesiastiche
Subito dopo la propria elezione, il 14 maggio 1655 Alessandro VII indisse un giubileo universale per un saggio governo (costituzione apostolica Unigenitus). Un secondo giubileo fu proclamato il 21 luglio 1656 per invocare il soccorso divino (costituzione E Suprema); un terzo, con le stesse intenzioni, fu indetto il 26 febbraio 1663.
Una delle prime decisioni del nuovo pontefice fu quella di abolire i privilegi dei familiari degli stessi pontefici. Alessandro VII vietò ai parenti persino di fargli visita a Roma; ma nel concistoro del 24 aprile 1656, annunciò che il fratello e i nipoti lo avrebbero raggiunto a Roma per assisterlo.
Nel 1655 assegnò al Magister Sacri Palatii, il prelato che aveva il compito di espungere dai libri le parti non conformi alla dottrina cattolica, il grado di uditore di Rota.
Con la costituzione Cum inter coeteras (15 giugno 1659) il pontefice istituì il Collegio dei referendari della Segnatura. La carica di referendario di Segnatura costituì, a partire da quell'epoca, il primo gradino della prelatura da cui si ascende ai gradi superiori.
Nel 1662 Alessandro VII stabilì che, prima della nomina, i vicari dovessero sottoporsi ad un esame tenuto alla presenza di tre esaminatori (prelati superiori). Inoltre stabilì l'obbligo della laurea in diritto civile e canonico per accedere alla prelatura.

#### Curia romana
- Il 26 ottobre 1655 il pontefice abolì il collegio dei suddiaconi ed accoliti apostolici (o ceroferarii che servivano il Papa nelle Messe solenni e le loro cariche potevano essere vendute), sostituendoli con i membri della Sacra Rota, i quali possedevano l'antico titolo di “cappellani del Papa”[6];
- Il gruppo dei Cappellani domestici del pontefice fu sdoppiato: nacquero i Cappellani segreti e i Cappellani comuni[7]
- L'8 agosto 1661 il pontefice abolì il titolo cardinalizio di Santa Maria Nuova e lo trasferì alla nuova chiesa di Santa Maria della Scala (fondato il 14 gennaio 1664). Inoltre soppresse il titolo di Santa Maria in Portico Octaviae, la cui chiesa era in rovina, e lo trasferì a Santa Maria in Portico Campitelli (istituito il 26 giugno 1662).

#### Ordini e Istituti religiosi
Cistercensi
Riformò le costituzioni dell'Ordine (breve In suprema, 19 aprile 1666), ponendo fine a dispute che si trascinavano da decenni e che avevano diviso l'Ordine. Il pontefice unificò la disciplina, salvo il conferimento di una certa autonomia alla Stretta Osservanza.
Barnabiti
Trasferì la sede del capitolo generale dell'Ordine da Milano a Roma.
Scolopi
Ricostituì la congregazione delle scuole pie dell'Ordine (breve Dudum del 24 gennaio 1656).
Ordine del Santo Sepolcro
Confermò i privilegi accordati dal predecessore Alessandro VI (1492-1503).

#### Approvazioni
- Il 22 ottobre 1655 il pontefice approvò i voti dei Lazzaristi, fondati da San Vincenzo de' Paoli;
- Nel 1666 approvò i voti solenni delle Religiose ospedaliere di San Giuseppe, fondate nel 1634 Marie de La Ferre;
- Il 2 gennaio 1666 riconobbe la Congregazione di Gesù e Maria ('Congregatio Iesu et Mariae), fondata dal sacerdote francese Giovanni Eudes.

#### Soppressioni
Nel 1656 soppresse l'ordine dei crocigeri a causa della rilassatezza dei loro costumi.

### Relazioni con le Chiese orientali
Nel 1661 Alessandro VII indirizzò una lettera allo scià di Persia Abbas II e al Patriarca di Babilonia dei Caldei Shimun XII, assicurando l'aiuto del vescovo latino di Ispahan in favore dei cattolici caldei sudditi del monarca persiano.

### Missioni
- Alessandro VII nominò i sacerdoti francesi François Pallu e Pierre Lambert de la Motte vicari apostolici rispettivamente del Tonchino (29 luglio 1658) e della Cocincina (17 agosto 1658), affidando loro l'incarico di evangelizzare l'odierno Vietnam.
- L'11 agosto 1664 la Santa Sede approvò la fondazione a Parigi di un seminario per la formazione dei missionari destinati all'Estremo Oriente. Fu il nucleo della nascente Società per le missioni estere di Parigi.
- Il pontefice approvò l'inviò di una missione di frati carmelitani in Siria.

### Decisioni in materia dottrinale
Giansenismo

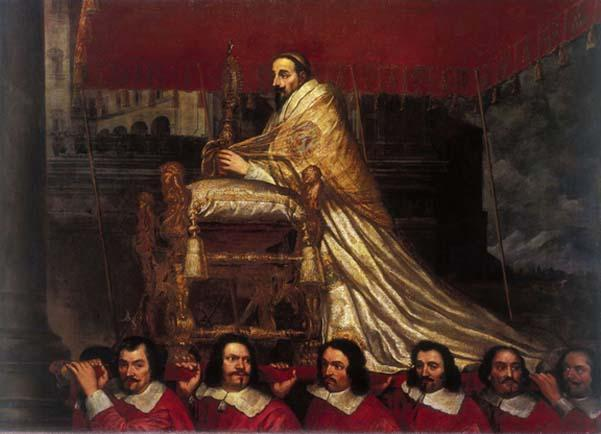
Giovanni Maria Morandi, Alessandro VII alla processione del Corpus Domini, sostenuto dai Sediari pontifici.

Alessandro VII ribadì la condanna del giansenismo, in continuità con i suoi predecessori Urbano VIII (bolla In eminenti) ed Innocenzo X (bolla Cum occasione). Firmò la bolla Ad sacram beati Petri sedem sulle cinque proposizioni eretiche contenute nell'Augustinus di Giansenio (16 ottobre 1656). Successivamente l'assemblea generale del clero francese, con l'approvazione del pontefice e di re Luigi XIV, approvò un formulario di sottomissione. Però la decisione non sortì gli effetti sperati. Nove anni dopo la prima bolla il pontefice intervenne nuovamente: con la Regiminis Apostolici  (15 febbraio 1665) ordinò al clero francese di riconoscere la condanna. Il 18 gennaio 1667 il pontefice denunciò cinque vescovi che non si erano uniformati alla condanna pontificia.
Gallicanesimo
Nel 1665, con la bolla Cum ad aures il pontefice condannò gli orientamenti gallicani della Sorbona e del Parlamento di Parigi.
Immacolata Concezione
L'8 dicembre 1661 il pontefice pubblicò la costituzione apostolica Sollicitudo omnium con la quale rinnovò i decreti di Sisto IV, Paolo V e Gregorio XV, già favorevoli al riconoscimento dell'immacolata concezione come dogma di fede. I Domenicani, dal canto loro, fecero osservare al pontefice il fatto che l'Immacolata Concezione fosse già un'acquisizione di tutta la cristianità, una tradizione che si protraeva da secoli senza bisogno di una proclamazione ufficiale come dogma.

### Decisioni in materia liturgica
Controversia dei riti cinesi
Rispondendo a una richiesta dei missionari gesuiti impegnati in Cina, Alessandro VII approvò il loro operato (decreto del 23 marzo 1656). Con la bolla Super Cathedram Principis Apostolorum (9 settembre 1659) dispensò per un settennio il clero cinese dalla lettura di parte della liturgia delle ore in latino, che venne sostituita da preghiere in cinese (testo online).
Cistercensi
Rispondendo a una richiesta dei Cistercensi sulla regola dell'astinenza alimentare, il pontefice confermò la decisione del predecessore Sisto IV (1471-1484) secondo la quale l'astinenza dalla carne non è parte essenziale della regola monastica (novembre 1657). La controversia però continuò negli anni successivi, finché il 26 gennaio 1662 il pontefice convocò l'Ordine cistercense a Roma. Nel 1666 il pontefice permise all'ordine di consumare carne tre volte alla settimana.
Altre decisioni
Nel 1660 Alessandro VII proibì la pubblicazione del Liber Diurnus Romanorum Pontificum, una raccolta di atti pontifici redatti nella Cancelleria della Curia romana dal V all'XI secolo. Nel 1661 il pontefice proibì la traduzione del Messale Romano in francese.

### Decisioni in materia morale
Nel corso del XVII secolo si sviluppò un vasto dibattito dottrinale in materia di teologia morale. Si scontrarono due correnti: una fu definita probabilista mentre l'altra fu chiamata “rigorista”. Il perdurare di tale antagonismo rese necessario l'intervento della Santa Sede. Il 24 settembre 1665 il pontefice autorizzò un decreto del Sant'Uffizio in cui si dichiaravano contrarie alla morale cattolica 45 proposizioni (senza comunque fare cenno agli autori). Tra esse, la n. 14 veniva condannata sancendo che non è sufficiente un mero atto di contrizione per lucrare l'indulgenza plenaria. Il pontefice confermò che è obbligatoria la confessione, anche se il fedele si è macchiato solamente di peccati veniali.

L'anno seguente fu pubblicato un nuovo elenco di 17 proposizioni contenenti errori su questioni morali (18 marzo 1666).

Un ulteriore pronunciamento circa la natura della contrizione imperfetta (o attrizione), pubblicato il 6 maggio 1667, pur non fornendo una risposta definitiva, pose fine alle aspre dispute circa le differenti interpretazioni del tipo di attrizione necessaria all'assoluzione sacramentale.

### Provvedimenti verso gli ebrei
Alessandro VII emanò quattro atti pubblici (tra bolle e costituzioni apostoliche) diretti agli ebrei: Verbi aeterni (1657) che specificò l'applicazione del “diritto di gazagà” ai cristiani neofiti; Ad ea per quae Christi (1658), espressamente dedicata al “diritto di gazagà”, ovvero alle restrizioni imposte agli ebrei abitanti nel ghetto; Ad apostolicae dignitatis (1662), che ratificò il concordato tra il collegio dei neofiti e il Collegio Germanico-Ungarico; Illius, qui illuminant (1663), sui privilegi concessi ai neofiti figli di genitori ebrei.

### Relazioni con i monarchi europei

#### Relazioni con il Sacro Romano Impero
Durante il pontificato di Alessandro VII divenne imperatore Leopoldo I d'Asburgo, salito al trono nel 1658. Leopoldo I condusse una guerra contro l'Impero ottomano attraverso la quale arrestò l'espansione dei Turchi in Europa.

#### Relazioni con la Francia
La Francia considerò Alessandro VII un papa “spagnolo” e mantenne con la Santa Sede rapporti distaccati. Il cardinale Giulio Mazzarino, ministro del re, convinse re Luigi XIV a non inviare l'usuale ambasciata di obbedienza ad Alessandro VII e, finché fu in vita, impedì la nomina di un ambasciatore francese a Roma, facendo gestire gli affari diplomatici dai cardinali protettori, in genere nemici personali del Papa.
Al conclave che lo vide eletto, Alessandro VII era stato sostenuto dal cardinale Jean-François Paul dei Gondi di Retz, arcivescovo di Parigi in esilio a Roma dal 1654. Il ministro del re, Mazzarino, che l'aveva espulso dalla Francia, morì nel 1661, ma il cardinale di Retz non poté essere reintegrato nella sede di Parigi a causa, questa volta, del diniego del re che lo considerò un cospiratore. Nel 1662 Luigi XIV impose al cardinale di rinunciare alla carica e indicò al suo posto un prelato a lui fedele, Pierre de Marca.

I rapporti con la monarchia francese continuarono ad essere freddi. Il 7 novembre 1659 la Francia stipulò un trattato di pace con la Spagna (Trattato dei Pirenei); le due potenze non presero in considerazione le richieste del Papa.

Nel 1662 avvenne l'incidente che portò allo scioglimento della Guardia corsa papale.
Il 20 agosto di quell'anno i soldati della Guardia corsa vennero alle mani con i soldati francesi incaricati della protezione dell'Ambasciata di Francia a Roma. Furono sparati dei colpi d'arma da fuoco contro la carrozza dell'ambasciatore, Carlo III di Créquy, causando anche una vittima. Qualche tempo prima i soldati della Guardia corsa avevano effettuato l'arresto di un malfattore nei giardini della villa di Rinaldo d'Este, abate commendatario di Cluny (quindi alto esponente della Chiesa francese), non considerando affatto che si trattasse di un luogo privato. Molto adirato, l'abate aveva fatto appello ai ministri stranieri residenti a Roma per organizzare un arbitrato. Fu a questo scopo che re Luigi XIV inviò il duca di Créquy come ambasciatore straordinario a Roma, accompagnato da uno stuolo di soldati. Una sera, in una taverna romana, i soldati francesi presero a male parole le guardie córse, facendo acuire la tensione tra le due parti. Nonostante il duca decidesse di punire gli autori dell'affronto, i córsi decisero di farsi giustizia da soli, il che portò all'incidente del 20 agosto.
Avuta notizia dell'accaduto, Luigi XIV ordinò il rientro a Parigi del suo ambasciatore ed intimò al nunzio Celio Piccolomini di lasciare la capitale francese: si giunse quasi alla rottura diplomatica. Da parte sua, il parlamento di Aix-en-Provence decise l'annessione di Avignone alla Francia. Successivamente le due parti raggiunsero un accordo, che fu siglato il 12 febbraio 1664 a Pisa. Il legato pontificio, cardinale Flavio Chigi, dovette scusarsi pubblicamente con Luigi XIV (29 luglio 1664); il governatore di Roma dovette recarsi a Parigi per fornire spiegazioni sull'accaduto; la Guardia córsa venne sciolta. Dopo tutto ciò il re di Francia restituì Avignone allo Stato Pontificio. 

Luigi XIV impose inoltre che il Ducato di Castro, già incamerato tra i beni della Santa Sede, fosse liberato, e che la città di Comacchio tornasse agli Este.
Un'ultima conseguenza dell'incidente fu che re Luigi XIV effettuò delle nomine vescovili senza attendere la conferma della Santa Sede.

#### Relazioni con altri monarchi
- Polonia: per avere effettuato l'espulsione degli ariani, considerati eretici, Alessandro VII conferì a re Giovanni II il titolo di Orthodoxus.[17]
- Portogallo: Alessandro VII, vicino alla monarchia iberica, appoggiò le rivendicazioni degli spagnoli nei confronti del Portogallo, che aveva proclamato unilateralmente l'indipendenza dalla Spagna nel 1640.
- Svezia: nel 1654 la regina di Svezia Cristina rinunciò al trono per conservare la fede cattolica. Dopo la sua abdicazione si trasferì a Roma. Giunta nell'Urbe il 23 dicembre 1655, il giorno di Natale il Papa in persona le conferì il battesimo.

#### Relazioni con gli altri Stati italiani
La Repubblica di Venezia permise ai Gesuiti di fare ritorno nel suo territorio (erano stati espulsi nel 1606). In cambio ottenne dalla Santa Sede il sostegno finanziario per continuare la guerra contro i Turchi per la difesa dell'isola di Creta.

### Opere realizzate a Roma

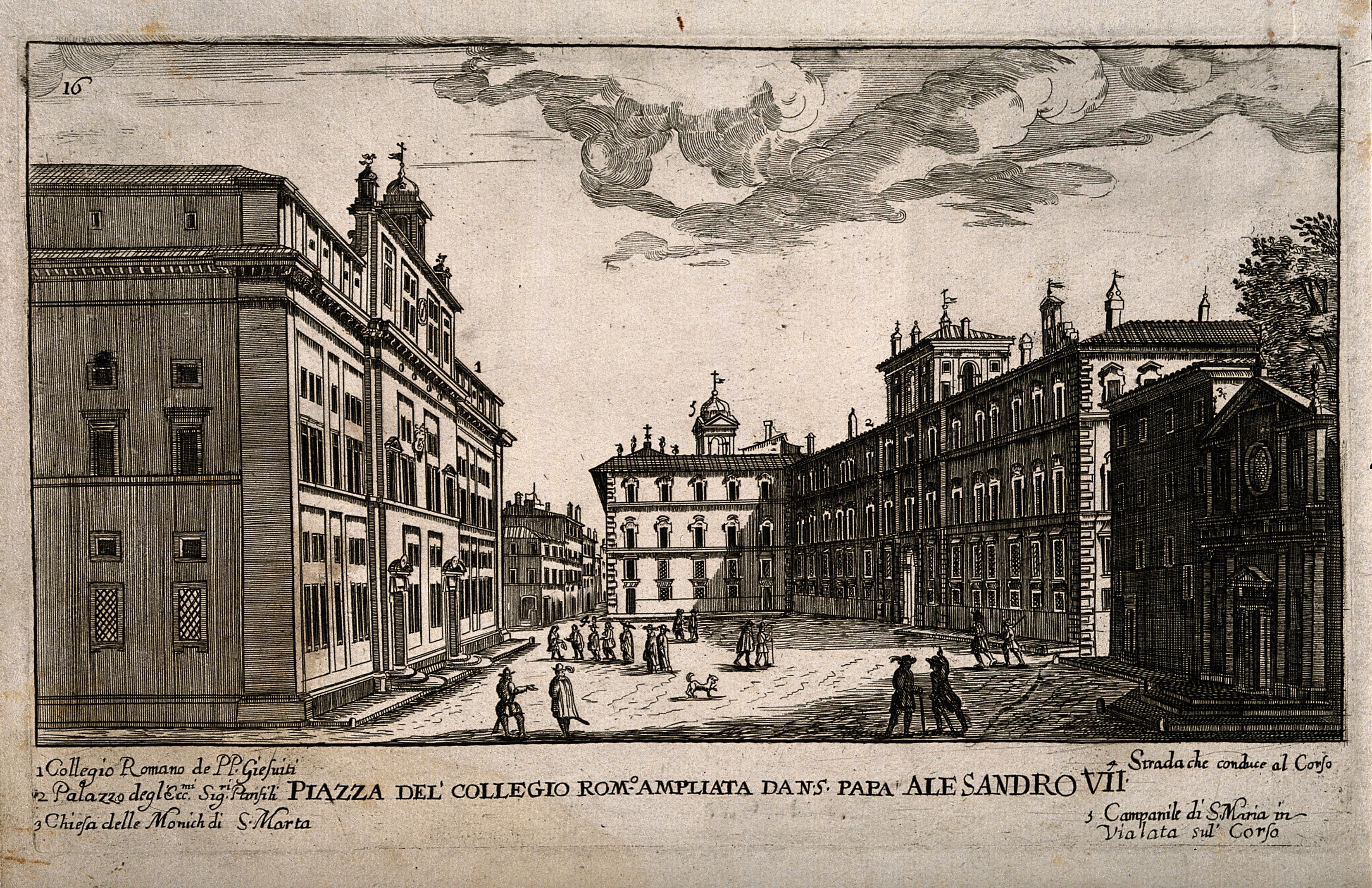
La piazza antistante il Collegio Romano.

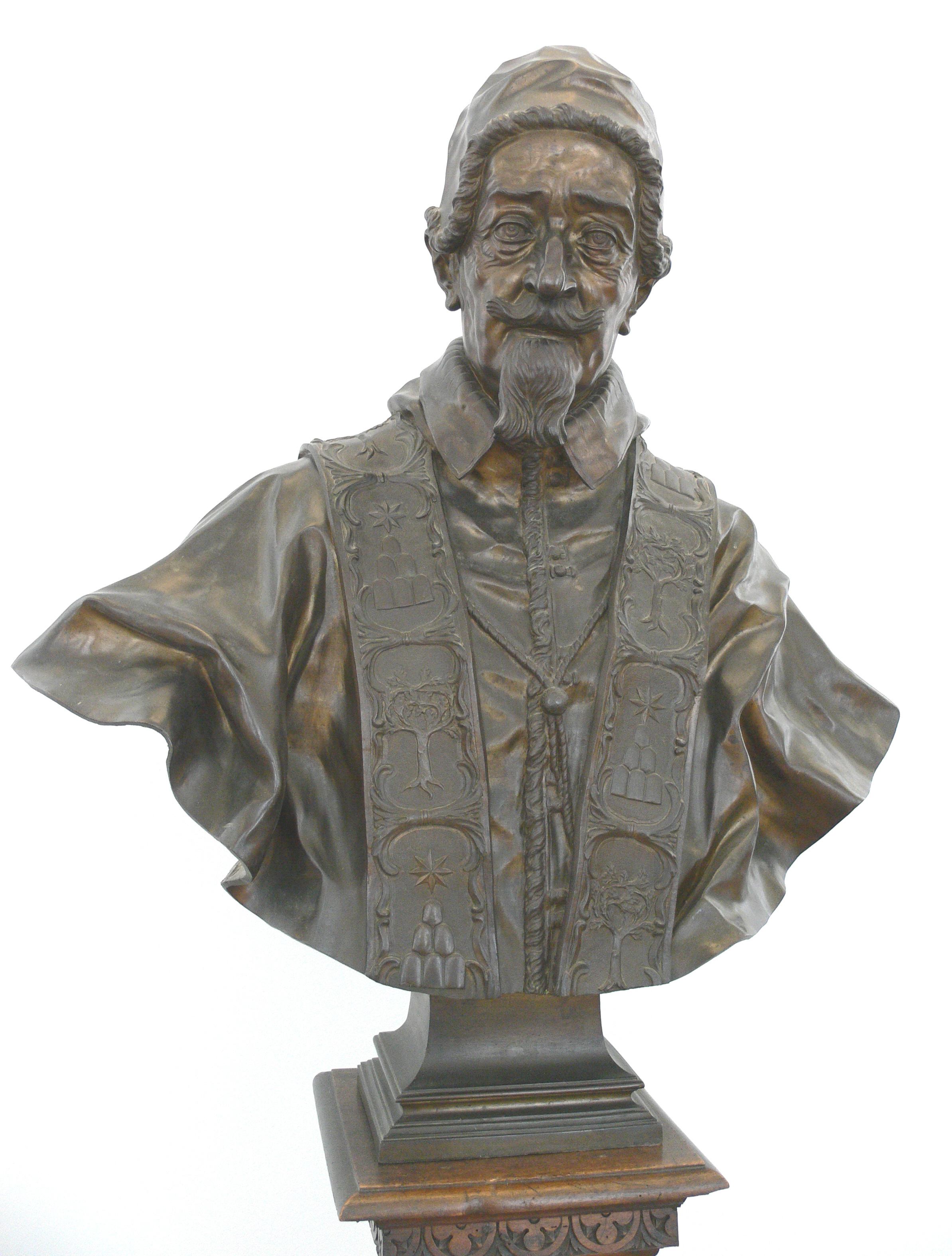
Busto di Alessandro VII. Domenico Guidi (1660-67)

L'opera più imponente realizzata da Alessandro VII fu il colonnato di San Pietro, commissionato a Gian Lorenzo Bernini. All'interno della Basilica di San Pietro il pontefice fece realizzare, una composizione che racchiudesse e proteggesse la Cattedra di San Pietro, una nuova “cattedra” per alloggiarvi la sedia gestatoria, trono mobile considerato il simbolo della successione apostolica. Il Bernini fu incaricato dei lavori. La cattedra, in bronzo, fu collocata nella nicchia al centro del coro di San Pietro.
Alessandro VII poi sistemò alcune piazze monumentali di Roma: piazza del Popolo, piazza della Minerva (innalzamento dell'obelisco) e la piazza antistante il Collegio Romano. Il pontefice inoltre fece realizzare un nuovo fabbricato accanto al palazzo del Quirinale (la “Manica Lunga”) e ordinò il rimaneggiamento della Scala Regia del Palazzo Apostolico.
Inoltre restaurò o rinnovò la Basilica di Santa Maria del Popolo, con nuove decorazioni eseguite dal Bernini, la Basilica di Sant'Andrea della Valle, la Chiesa di Santa Maria della Pace, dove i lavori furono eseguiti da Pietro da Cortona.
Sempre al Papa si devono gli scavi e restauri che interessarono la Piramide Cestia, e portarono all'apertura di un ingresso nella piramide dove fu scoperta la camera sepolcrale, e il Pantheon; qui, dopo aver fatto demolire l'arco trionfale di epoca romana che chiudeva la piazza del Pantheon perché fatiscente, ripristinò l'imponente colonnato del portico.
Alessandro VII fu il primo pontefice a soggiornare regolarmente, una volta in primavera e una volta in autunno, nel Palazzo Pontificio di Castel Gandolfo.
L'epidemia di peste del 1656 colpì anche Roma. Alessandro VII agì con molta determinazione per contenere il contagio: promulgò un giubileo universale, non imponendo (secondo il costume) processioni, visitazioni di basiliche, né digiuni, «per non disporre i corpi al malore col men salutifero pasto…». Ordinò inoltre la chiusura dei tribunali, dei collegi e, più in generale, di tutti i luoghi di assembramento, chiese e cappelle comprese. Case e quartieri contagiati vennero posti in quarantena. Il papa inoltre creò una Congregazione della Sanità, addetta ad allestire lazzaretti per il ricovero dei malati, sospetti o conclamati. Fu così che nel 1657 si riuscì a debellare il terribile flagello.
Nel 1661, quando Ariccia passò dal dominio dei Savelli a quello dei Chigi, Alessandro si impegnò in un importante intervento di restauro del borgo, avvalendosi della preziosa collaborazione del Bernini e del suo giovane assistente Carlo Fontana. Di particolare interesse furono il progetto di restauro del palazzo e la creazione della Collegiata di Santa Maria dell'Assunta.

### Patrono di arti e scienze
Alessandro VII incoraggiò l'architettura e le arti in genere, divenendo uno dei pontefici più attivi nel compiere il rinnovamento della città di Roma, e a lui si devono molte delle opere in stile barocco della città eterna. Oltre al Bernini, Alessandro VII fu committente di opere di Pietro da Cortona, Claudio Lorenese, Carlo Maratta, Giovanni Francesco Grimaldi e Pierre Mignard. Nominò patrono delle arti l'abate Ferdinando Ughelli.
Il pontefice fondò la biblioteca dell'Università di Roma La Sapienza. Fu inaugurata nel 1670 con il nome di Biblioteca Alessandrina. 

Nel 1656 nominò docente di Lingua araba dell'Università di Roma il noto orientalista Ludovico Marracci.

## Morte e sepoltura

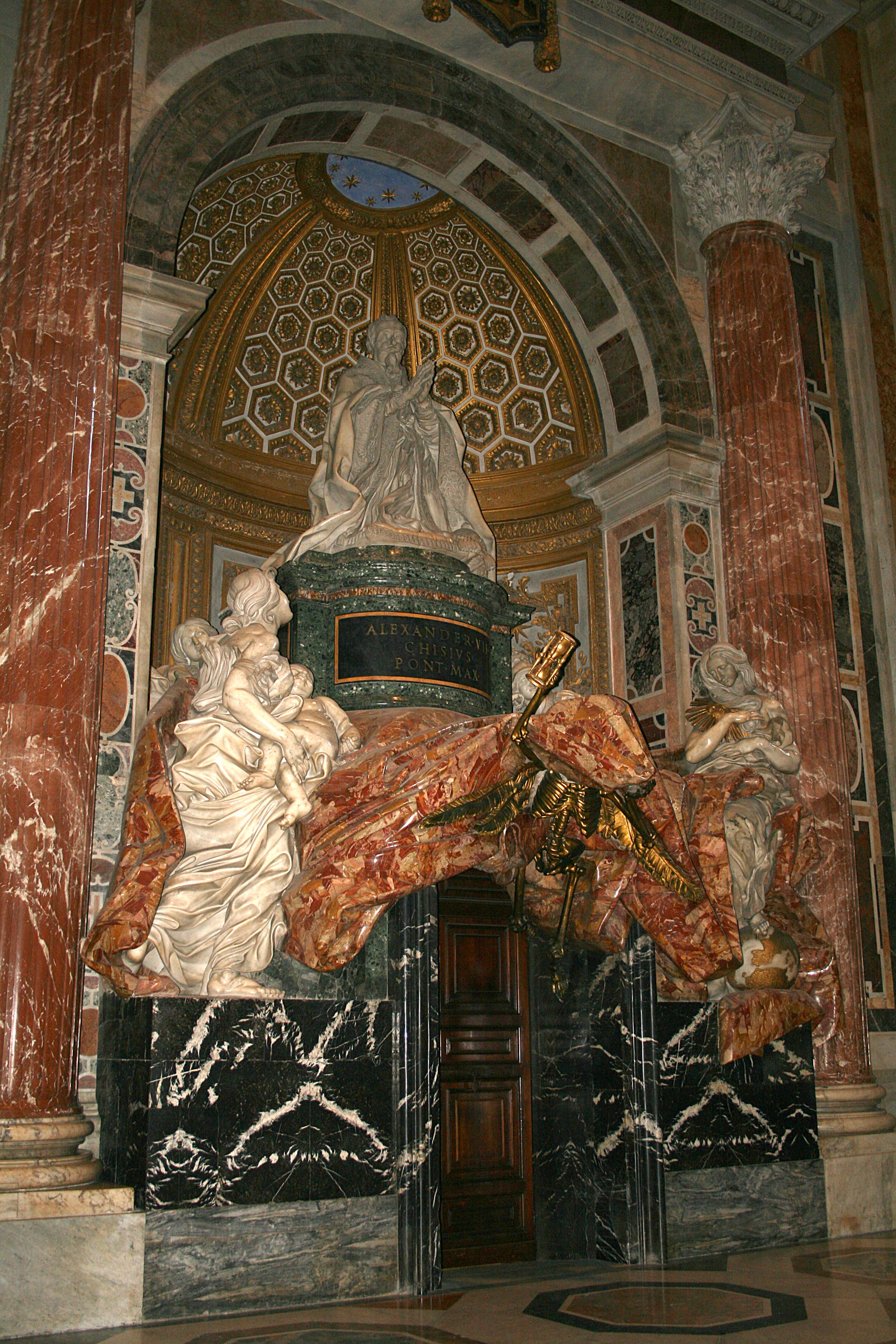
La tomba di Papa Alessandro VII, di Gian Lorenzo Bernini, nella basilica vaticana

La salute del papa iniziò a dare problemi nel mese di marzo del 1667, con la malattia che gli causava costantemente un forte dolore. Colpito improvvisamente da una febbre il 18 maggio, morì di insufficienza renale il 22 maggio.
È sepolto nella basilica di San Pietro. Il monumento sepolcrale a lui dedicato fu realizzato dal suo artista prediletto, Gian Lorenzo Bernini.

## Diocesi erette da Alessandro VII

### Nuove diocesi e vicariati apostolici
In Europa
- 3 luglio 1655 (bolla Primitiva illa Ecclesia):
  - Diocesi di Litoměřice (in Boemia; il territorio fu ricavato dall'arcidiocesi di Praga);
- 10 novembre 1664 (bolla Super universas):
  - Diocesi di Hradec Králové (in Boemia; il territorio fu ricavato dall'arcidiocesi di Praga);
- 28 aprile 1667:
  - Vicariato apostolico della Germania settentrionale, con sede a Brema. Comprendeva la Germania del Nord e la Scandinavia, Paesi che avevano aderito al protestantesimo.

In Nord America
- 11 aprile 1658:
  - Vicariato apostolico della Nuova Francia (territorio comprendente tutto il bacino del fiume Mississippi-Missouri e il Canada).

In Oriente
- 29 luglio 1658:
  - Vicariato apostolico del Tonchino (la parte nord del Vietnam; il territorio fu ricavato dalla Diocesi di Macao);
- 17 agosto 1658:
  - Vicariato apostolico della Cocincina (il Vietnam meridionale; il territorio fu ricavato dalla Diocesi di Macao);
  - Vicariato apostolico di Nanchino (in Cina; il territorio fu ricavato dalla Diocesi di Macao);
- 1662
  - Vicariato apostolico del Siam (odierna Thailandia).

Nel Levante
- 28 gennaio 1659:
  - Arcieparchia di Aleppo dei Siri (seconda diocesi cattolica in Siria per le comunità di rito siriaco occidentale) dopo quella di Damasco;

In India
- 3 dicembre 1659:
  - Vicaricato apostolico del Malabar (il territorio fu ricavato dalla diocesi di Cochin)

## Concistori per la creazione di nuovi cardinali
Papa Alessandro VII durante il suo pontificato ha creato 38 cardinali nel corso di sei distinti concistori.
Inoltre nominò il fratello Mario comandante delle guardie papali di Roma; il figlio di Mario, Flavio Chigi, fu nominato cardinale da Alessandro VII nel 1657. Durante il suo pontificato l'amministrazione venne messa ampiamente nelle mani dei suoi parenti e il nepotismo divenne ammantato di lusso, come non mai nel periodo dei papati barocchi: egli diede loro gli incarichi civili ed ecclesiastici più remunerativi nonché palazzi e proprietà principesche.

## Beatificazioni e canonizzazioni del pontificato
Alessandro VII canonizzò cinque beati, di cui tre per equipollenza, e proclamò beati quattro Servi di Dio. Inoltre il pontefice fece includere il nome del beato Raimondo Nonnato (proclamato santo nel 1669) nel Martirologio Romano.
Diede inizio a una pratica poi confermata dai suoi successori, ovvero quella di solennizzare nella Basilica Vaticana le beatificazioni dei Servi di Dio.

## Genealogia episcopale e successione apostolica
La genealogia episcopale è:
- Cardinale Guillaume d'Estouteville, O.S.B.Clun.
- Papa Sisto IV
- Papa Giulio II
- Cardinale Raffaele Riario
- Papa Leone X
- Papa Clemente VII
- Cardinale Antonio Sanseverino, O.S.Io.Hieros.
- Cardinale Giovanni Michele Saraceni
- Papa Pio V
- Cardinale Innico d'Avalos d'Aragona, O.S.Iacobi
- Cardinale Scipione Gonzaga
- Patriarca Fabio Biondi
- Papa Urbano VIII
- Cardinale Cosimo de Torres
- Cardinale Francesco Maria Brancaccio
- Vescovo Miguel Juan Balaguer Camarasa, O.S.Io.Hieros.
- Papa Alessandro VII

La successione apostolica è:
- Cardinale Carlo Rossetti (1641)
- Vescovo Jacobus de la Torre (1647)
- Arcivescovo Max Heinrich von Bayern (1651)
- Vescovo Ascanio Ugolini (1652)
- Vescovo Calanio della Ciaja (1652)
- Vescovo Lodovico Betti (1652)
- Arcivescovo Francesco Gaetano (1652)
- Cardinale Neri Corsini (1652)
- Vescovo Giantommaso Gastaldi, O.P. (1652)
- Cardinale Marcello Santacroce (1652)
- Cardinale Giacomo Corradi (1653)
- Cardinale Paolo Emilio Rondinini (1653)
- Cardinale Carlo Massimo (1654)

## Albero genealogico
|                    |                |                           | Genitori                            |  |  | Nonni |  |  | Bisnonni         |  |  | Trisnonni     |  |
|                    |                |                           |                                     |  |  |       |  |  | Sigismondo Chigi |  |  | Mariano Chigi |  |
|                    |                |                           |                                     |  |  |       |  |  | Sigismondo Chigi |  |  | Mariano Chigi |  |
|                    |                | Margherita Caterina Baldi |                                     |  |  |       |  |  | Sigismondo Chigi |  |  |               |  |
| Mario Chigi        |                |                           |                                     |  |  |       |  |  | Sigismondo Chigi |  |  |               |  |
|                    |                | Sulpizia Petrucci         | Pandolfo Petrucci, signore di Siena |  |  |       |  |  |                  |  |  |               |  |
|                    |                | Sulpizia Petrucci         | Pandolfo Petrucci, signore di Siena |  |  |       |  |  |                  |  |  |               |  |
|                    |                | Sulpizia Petrucci         | Aurelia Borghese                    |  |  |       |  |  |                  |  |  |               |  |
| Flavio Chigi       |                | Sulpizia Petrucci         |                                     |  |  |       |  |  |                  |  |  |               |  |
|                    |                | Antonio Bulgarini         | …                                   |  |  |       |  |  |                  |  |  |               |  |
|                    |                | Antonio Bulgarini         | …                                   |  |  |       |  |  |                  |  |  |               |  |
|                    |                | Antonio Bulgarini         | …                                   |  |  |       |  |  |                  |  |  |               |  |
| Agnese Bulgarini   |                | Antonio Bulgarini         |                                     |  |  |       |  |  |                  |  |  |               |  |
|                    |                | Camilla Borghese          | …                                   |  |  |       |  |  |                  |  |  |               |  |
|                    |                | Camilla Borghese          | …                                   |  |  |       |  |  |                  |  |  |               |  |
|                    |                | Camilla Borghese          | …                                   |  |  |       |  |  |                  |  |  |               |  |
| Alessandro VII     |                | Camilla Borghese          |                                     |  |  |       |  |  |                  |  |  |               |  |
|                    | Cesare Marsili | …                         |                                     |  |  |       |  |  |                  |  |  |               |  |
|                    | Cesare Marsili | …                         |                                     |  |  |       |  |  |                  |  |  |               |  |
|                    | Cesare Marsili | …                         |                                     |  |  |       |  |  |                  |  |  |               |  |
| Alessandro Marsili | Cesare Marsili |                           |                                     |  |  |       |  |  |                  |  |  |               |  |
|                    |                | Filomena Petrucci         | Gaspare Petrucci                    |  |  |       |  |  |                  |  |  |               |  |
|                    |                | Filomena Petrucci         | Gaspare Petrucci                    |  |  |       |  |  |                  |  |  |               |  |
|                    |                | Filomena Petrucci         | Violante Farnese                    |  |  |       |  |  |                  |  |  |               |  |
| Laura Marsili      |                | Filomena Petrucci         |                                     |  |  |       |  |  |                  |  |  |               |  |
|                    |                | Paolo Passionei           | Francesco Passionei                 |  |  |       |  |  |                  |  |  |               |  |
|                    |                | Paolo Passionei           | Francesco Passionei                 |  |  |       |  |  |                  |  |  |               |  |
|                    |                | Paolo Passionei           | …                                   |  |  |       |  |  |                  |  |  |               |  |
| Ersilia Passionei  |                | Paolo Passionei           |                                     |  |  |       |  |  |                  |  |  |               |  |
|                    |                | Aurelia Rovarella         | …                                   |  |  |       |  |  |                  |  |  |               |  |
|                    |                | Aurelia Rovarella         | …                                   |  |  |       |  |  |                  |  |  |               |  |
|                    |                | Aurelia Rovarella         | …                                   |  |  |       |  |  |                  |  |  |               |  |
|                    |                | Aurelia Rovarella         |                                     |  |  |       |  |  |                  |  |  |               |  |